# Danixmendites
La dinastia danixmendita o danixmèndida o dels danixmèndides o danixmendites fou una família de governants dels oghuz turcmans que van establir un beilicat o emirat centrat a Sivas, Tokat i Niksar, a l'Àsia Menor, al final del segle xi i fins al segle xii.

## Orígens
El fundador de la dinastia fou Danixmend Ghazi. També se l'esmenta com a Danixmend Taylu. La seva vida és desconeguda i les llegendes èpiques compostes a partir del segle xiii per cobrir la manca d'informació, van confondre a futurs historiadors donant per fets històrics el que no eren més que llegendes inventades.
Danixmend i els seus seguidors es van establir probablement a Anatòlia després de la batalla de Mantziciert (1071) i el 1086, durant la lluita per la successió entre els seljúcides a la mort del sultà Sulayman I, va establir el seu propi poder. La seva primera capital fou Amasya. El 1096/1097 durant l'expedició de Kilidj Arslan I a Malatya (Melitene) és esmentat per primer cop quan va fer de mediador entre el sultà i el senyor de Melitene, l'armeni Gabriel, i va arranjar la pau; la campanya es va aturar després de la conquesta de Nicea pels croats el 1097 i llavors és esmentat també durant la primera croada quan va participar en la lluita contra els cristians vinguts a l'Àsia Menor junt amb altres amirs o beis d'Anatòlia; en aquest moment ja governava Sebaste (Sivas), la vall de l'Iris amb Tokat (Eudòxies), Komana, Amasya, Neocesarea (on residia) i Gangra; dominava la via entre Cesarea i Ankara i les ciutats de la costa de la mar Negra li pagaven tribut. Va arribar a fer incursions a Geòrgia i Armènia.

## Establiment
El juliol del 1100 (ramadà del 493) Danixmend va fer presoner a Bohemon I d'Antioquia (que havia anat en ajut de Melitene que era assetjada pels danixmendites) al que va retenir a Neocesarea tres anys. El 1101, aliat als seljúcides, va derrotar els croats franco-llombards que venien en ajut del príncep presoner. El setembre del mateix 1101 Danixmend va derrotar l'exèrcit croat format per aquitans i bavaresos prop d'Heraclea de Capadòcia i el 1102 va ocupar Melitene després de tres anys de setge i es va guanyar l'estimació de la població. El maig de 1103 va alliberar Bohemon I després de signar una aliança contra els enemics comuns, romans d'Orient i seljúcides. Va morir l'estiu del 1104 i el va succeir el seu fill, Amir Ghazi Gümüshtigin.
El 1106 va donar suport al seu gendre, el seljúcida Masud I, per esdevenir sultà i amb aquest ajut Masud es va apoderar de Konya. Més tard es va aliar a Toghrul Arslan (i al seu atabeg Balak), que exercia com a príncep seljúcida a Malatya i el 1120 va derrotar l'emir d'Erzindjan Ibn Mengüdjek i el seu aliat, el dux de Trebisonda. Ibn Mengüdjek fou fet presoner però fou alliberat (era el gendre d'Amir Ghazi) i això va provocar el trencament de l'aliança amb Toghrul Arslan. El 1124 va morir Balak i Amir Ghazi va recuperar Malatya. Llavors va intervenir a la guerra entre Masud i el seu germà Malik Arab, príncep d'Ankara i Kastamonu, i va imposar la seva autoritat a Capadòcia.
El 1129 va morir el príncep armeni Thoros i Amir Ghazi va envair llavors a la Petita Armènia i el 1130 va derrotar Bohemon II d'Antioquia, que va morir en la batalla, quan el príncep anava en ajut del Regne Armeni de Cilícia. El rei armeni Lleó es va sotmetre i Amir Ghazi Gümüshtigin va devastar llavors el comtat d'Edessa. Va acollir al príncep romà d'Orient Isaac Comnè revoltat contra el seu germà. El 1132 va haver d'enfrontar a Joan II Comnè que es va apoderar de Kastamonu, però la va recuperar a l'any següent. En recompensa per les seves victòries el califa al-Mustarshid li va concedir el títol de malik (rei); quan els enviats del califa van arribar a la seva residència ja el van trobar al seu llit de mort (1134) i el va succeir el seu fill Malik Muhammad o Mehmed que fou investit com a malik.
Muhammad és considerat el constructor de Kayseri (Cesarea) com a ciutat turca. El 1135 Joan II Comnè va reobrir les hostilitats i va ocupar Kastamonu i Gangra, que no va poder mantenir després de retirar-se. El regnat de Muhammad és una lluita continua contra Joan Comnè tant a la zona de la mar Negra com a Cilícia; també va fer diverses incursions contra el comtat de Marash (Edessa).
Muhammad va morir el 1142 a Cesarea (Kayseri). El seu germà Yaghibasan governador de Sivas (Sebaste) es va proclamar malik, en perjudici del seu nebot Dhu l-Nun. Yaghibasan es va casar amb la vídua de Muhammad i va usurpar el poder. Dhu l-Nun va prendre el poder a Kayseri, i Ayn al-Din Gumushtegin, germà de Yaghibasan, va dominar Elbistan i després Malatya. L'existència de tres branques va permetre als sultans seljúcides jugar amb les aliances.
Yaghibasan va fer la guerra contra el seu sogre Masud i després contra el seu cunyat Kilidj Arslan II. El 1155, el sultà de Rum Kilidj Arslan II va atacar a Yaghibasan. El 1158 l'emperador romà d'Orient Manuel I Comnè, inicialment aliat dels seljúcides de Rum (per contrarestar les incursions danixmendites a territori romà d'Orient), es va aliar a Yaghibasan contra Rum. Manuel va imposar la seva sobirania a Dhu l-Nun, i a l'any següent (1159) es va iniciar la guerra entre romans d'Orient i Kilidj Arslan II. El segrest per Yaghibasan de la promesa de Kilidj Arslan, filla de l'emir saltúquida (o saltúkida) d'Erzurum, la qual fou casada a Dhu l-Nun, va encendre també la guerra entre els danixmendites i els seljúcides de Rum.
Finalment Yaghibasan va morir el 1164, i es van iniciar noves lluites successòries de les que Kilidj Arslan es va aprofitar. La vídua de Yaghibasan es va casar amb el nebot de Dhu l-Nun, Ismail ibn Ibrahim, de 16 anys, que fou proclamat emir i es va aliar a Kilidj Arslan, però aquest aviat s'hi va enemistar i va envair l'emirat. El 1172 una revolució de palau va causar la mort d'Ismail i la seva muller i va portar al tron a Dhu l-Nun, que fou cridat de Kayseri a Sivas. L'entesa amb Kilidj no fou duradora i la guerra es va reprendre. Dhu l-Nun va demanar ajut al seu sogre Nur al-Din Mahmud, atabeg de Damasc i emir zengita de Mosul, que va forçar la retirada de Kilidj Arslan. Nur al-Din es va retirar deixant una guarnició de suport a Sivas.
Mort Nur al-Din el 1174, Rum va ocupar Sivas, la vall de l'Iris (amb Tokat i Komana) i finalment d'Amasya, anant a assetjar el darrer reducte, Neocesarea. Dhu l-Nun va demanar ajut a Manuel I Comnè, però la columna grega de socors fou derrotada. Neocesarea fou ocupada i Dhu l-Nun empresonat (va morir presoner algun temps després).

## Branca de Malatya
A Malatya a la mort d'Ayn al-Din Gumushtegin (1152) el va succeir el seu fill Dhu l-Karnayn que va morir deu anys després, iniciant-se lluites successòries. El fill gran Nasr al-Din Muhammad va ssolir inicialment el poder però fou enderrocat el 1170 pel seu germà Fakhr al-Din Kasim però aquest, molt jove en ser proclamat (uns 15 anys) va morir el 1172 d'un accident de cavall el dia del seu casament i el tron va passar al seu germà Afridun. Aquest fou enderrocat pel seu germà i antic emir Nasr al-Din Muhammad (1175) amb el suport de Kilidj Arslan del qual va reconèixer la sobirania. Finalment el 1778 el sultà seljúcida va ocupar Malatya i la va annexionar.
Segons l'historiador Ibn Bibi, tres fills de Yaghibasan van estar al servei de Ghiyat al-Din Kaykhusraw I al que van ajudar a ocupar el tron de Konya, i van rebre en recompensa honors i càrrecs, i la restitució parcial dels seus béns.

## Governants
| Danixmendites                      | Regnat      | Notes                                 |
| Danixmend Ghazi                    | 1097 - 1104 | també Danixmend Taylu                 |
| Ghazi Gümüshtigin                  | 1104- 1134  |                                       |
| Malik Mehmed Ghazi                 | 1134- 1142  |                                       |
| Branca de Sivas (maliks o reis)    | 1142-1175   | Incorporat al sultanat de Rum o Konya |
| Malik Yaghibasan Nizam al-Din      | 1142-1164   |                                       |
| Malik Mudjahid Ghazi Djamal al-Din | 1164-1166   |                                       |
| Malik İbrahim Shams al-Din         | 1166-1166   |                                       |
| Malik İsmail Shams al-Din          | 1166-1166   |                                       |
| Malik Dhu l-Nun                    | 1172-1174   |                                       |
| Branca de Malatya (emirs)          | 1142-1178   | Incorporat al sultanat de Rum o Konya |
| Ayn al-Din Gümüshtegin             | 1142-1152   |                                       |
| Dhu l-Karnayn                      | 1152-1162   |                                       |
| Nasr al-Din Muhammad               | 1162-1170   |                                       |
| Fakhr al-Din Kasim                 | 1170-1172   |                                       |
| Afridun                            | 1172-1175   |                                       |
| Nasr al-Din Muhammad               | 1175-1178   | Segon regnat                          |